# Хубаевы
Хуба́евы (осет. Хуыбиатæ или же Хуыбатæ, груз. ხუბაშვილი-[Хубашвили]) — осетинская фамилия, которая возникла и сформировалась в Алагирском и Гнухском ущельях Большого Кавказского Хребта. Согласно традиции, тотемом фамилии Хубаевых, считается медведь.

## Происхождение и распространение фамилии
Зарождение фамилии Хубаевых произошло в Алагирском ущелье в селении Верхний Унал, предположительно в XV—XVI вв.. Осетинские роды, проживающие на данной территории, возводят своё происхождение к легендарному Ос-Багатару, который отличился в IX в. в войне за Картли против Ширакского Царства.
Историк и этнограф Зинаида Гаглоева отмечает, что фамилия Хубаевых, вероятно, представляет собой сочетание ираноязычного «ху» («хороший») и тюркского «бай»/«би»(«князь», «феодал»), что в переводе означает «хороший князь», на основании этого, можно сделать вывод о высоким социальным статусе родоначальник фамилии Хубаевых.
В результате кровной вражды в XVI—XVII вв. Хубаевы переселились из Алагирского ущелья  в высокогорное, труднодоступное селение Гнух, расположенное на южном склоне Большого Кавказского Хребта и присоединились к Чсанскому обществу осетин.
Основная часть фамилии Хубаевых до XIX в. проживала и распространялась на территории Грузии, играя, по всей видимости, значительную роль в её оборонительной деятельности. Об этом свидетельствуют боевые башни Хубаевых, сохранившиеся не только в Гнухском ущелье (XVI—XVII вв.), но и на равнинной местности Горийского Муниципалитета Грузии в с. Карби (XVIII в.)

## Фамильный тотем
Тотем фамилии Хубаевых — медведь, и с этим связаны два различных предания.
Первое предание рассказывает о том, как невестка, провинившаяся перед старшим рода Хубаевых, была проклята и превращена в медведя.
Второе предании повествует о мужчине из рода Хубаевых по имени Тасолтан. Однажды он отправился в лес на поиски своих детей, которые потерялись по вине мачехи в ненастную погоду. После долгих и безуспешных поисков Тасолтан присел отдохнуть и взглянул на небо. В этот момент открылись небесные врата (согласно поверью, всё, что будет сказано в этот миг, исполнится). Тасолтан начал быстро произносить заклинание, но в спешке вместо слов «мæ сывæллæтты ссарон» «чтобы детей найти мне», случайно выкрикнул: «мæхæдæгта арc фестон» «чтобы медведем мне обернуться». С этими словами Тасолтан Хубаев превратился в медведя.
Хубаевы не охотятся на медведя, не держат дома его шкуру, не едят его мясо, не произносят бранных слов в его адрес. Более того, в честь своего тотема, фамилия Хубаевых устраивала праздник, который приходился на числа мая.

## Фамильные усыпальницы
Согласно древним осетинским обычаям, Хубаевы своих усопших погребали в специально сооружённых усыпальницах (склепах). Подобные фамильные захоронения сохранились в Алагирском ущелье (селение Верхний Унал) и Гнухском ущелье (селение Шулаур). Однако к  середине XIX века склепы вышли из употребления, и Хубаевы, как и многие другие осетинские роды, перешли на традицию погребения в земле.

## Культурное наследие
Культурное наследие Хубаевых включает в себя селище Шулаур и склеповые сооружения в Гнухском ущелье, а также боевую башню Хубаевых, расположенную в селении Карби Горийского Муниципалитета. Эти памятники являются важной частью исторического и культурного наследия рода Хубаевых.

## Известные представители
- Борис Федорович Хубаев ― бывший министр труда и социального развития Северной Осетии.
- Владимир Иванович Хубаев (р. 1905) — советский хозяйственный, государственный и политический деятель.
- Геннадий Александрович Хубаев (1912–1971) — советский партийный деятель.

спорт
- Георгий Герсанович Хубаев (1984) — мастер спорта по армрестлингу (2004).
- Тамерлан Алиевич Хубаев (1998) — российский регбист, мастер спорта России.